# Claude Lelouch
Claude Lelouch (Pariz, Francuska, 30. listopada 1937.) je francuski filmski redatelj, scenarist i producent. Jedan od glavnih predstavnika Francuskog novog vala.
Rodio se je u Parizu u obitelji židovsko-alžirskog podrijetla. Od najranijih dana zanima se za film. 1955., kao nagradu za uspješno školovanje, otac mu poklanja filmsku kameru, s kojom putuje po svijetu i snima dokumentarce. Vraća se u domovinu radi vojnog roka, nakon kojeg, uz podršku obitelji, osniva vlastitu produkcijsku kuću, Les films 13. Isprva radi kratkometražne filmove i glazbene video-spotove koji su se prikazivali u Juke-boxovima.
1960. ostvaruje prvi dugometražni film, Le propre de l'homme, dok međunarodni uspjeh postiže ljubavnim filmom Jedan čovjek i jedan žena (1966.), kojim osvaja Oscara za najbolji scenarij, i Zlatnu palmu na Filmskom festivalu u Cannesu. 1976. izazvao je polemike kratkometražnim filmom C'était un rendez-vous, koji iz kuta gledanja vozača, prikazuje osam-minutnu opasno brzu vožnju po ulicama Pariza. Film je povučen iz distribucije, dok je Lelouch radi toga i uhićen. U novije doba (2006.), sam je opovrgnuo nagađanja da se radilo o vožnji čuvenog vozača Jackyja Ickxa za volanom Ferrarija, već je pojasnio da je sam vozio svoj Mercedes.
Opsežna produkcija kasnijih godina donijela mu je 1996. Zlatni globus za film Les misérables.
Otac je sedmero djece. 2009., rastavio se od talijanske glumice Alessandre Martines, s kojom je bio u braku od 1993.

## Izabrana filmografija
- L'Amour avec des si (1962.)
- Jedan čovjek i jedna žena (1966.)
- Vivre pour vivre (1967.)
- Le Voyou (1970.)
- L'aventure, c'est l'aventure (1972.)
- Toute une vie (1974.)
- Les Uns et les Autres (1981.)
- Les Misérables (1995.)
- And Now... Ladies and Gentlemen (2002.)
- Roman de Gare (2007.)

## Vanjske poveznice
- Claude Lelouch u internetskoj bazi filmova IMDb-u (engl.)
- lesfilms13.com